# Ghirla Ceramiche
Ghirla Ceramiche è stata una bottega di maiolica e ceramica attiva a Ghirla tra il XIX e il XX secolo.

## Storia

### Precedente tradizione nel territorio
Notizie frammentarie dell'esistenza di una ceramica a Ghirla, villaggio della provincia di Varese, si hanno a partire dalla fine del 1700. Si veda quanto scrisse l'Abate Amoretti nella sua guida descrittiva edita a Milano nel 1784 con il titolo di Viaggio a Milano ai tre laghi, Maggiore, di Lugano e di Como.
La fabbrica da lui segnalata diventa tanto importante che nel 1804 è citata come la più consistente del dipartimento del Lario.
Ulteriore fonte autorevole è lo scritto di Melchiorre Gioja Discussione economica del Dipartimento del Lario in cui viene citata la fabbrica di Ghirla come la più grande del Dipartimento del Lario che allora comprendeva le attuali Province di Varese, Como, Lecco e tutta la Valtellina.
La capacità imprenditoriale del primo proprietario, Paolo Alessandro Righini nativo di Fabiasco, che fondò una vera fabbrica nel 1825, si distinse nel produrre una “maiolica nera”, o “terra naturale” chiamata “radica”.
Nel 1837 il successore del Righini, Giovanni Bettoli, ottenne dalla fabbrica di Campione d'Italia (allora Campione d'Intelvi) alcune ricette per produrre la "terraglia dolce" (chiamata così per i componenti e per le basse temperature di cottura).
Dal 1892 la bottega è di proprietà della famiglia Ghisolfi. Carlo e il figlio Carlo Junior la trasformano in una realtà imprenditoriale più moderna e meccanizzata, avvalendosi della collaborazione di decoratori quali Mario Figini, Campagnani, Banfi, Cervini, Maria Epimedio ed Ines Pella. Nel dopoguerra Carlo Junior chiude l'attività.
Una discreta raccolta di ceramiche di Ghirla è visibile presso il Museo della Badia di San Gemolo di Ganna.